# La Materialista
Yameiry Infante Honoret (Santiago de los Caballeros, 19 de março de 1985), conhecida pelo nome artístico La Materialista, é uma cantora, rapper, atriz e modelo dominicana.
La Materialista é a principal exponente feminino da música urbana dominicana, vencedora do Prêmio Q Awards como "Best Urban Artist" (2012) e "Best Video Clip" (2013), também foi nomeada para o "Soberano Awards" em várias ocasiões como "Melhor Artista Revelação" e "Grupo Urbano do Ano".
Em 2013, tornou-se a primeira artista feminina dominicana a se apresentar no Miss Venezuela, e em 2016, foi a primeira artista dominicana a ganhar um Vevo Certified com o single "La Chapa Que Vibran".

## Controvérsias
Em 2013, Honoret foi acusada de plagiar a música "I Am the Best" do grupo de k-pop 2NE1 em sua música "Chipi Cha Cha". O videoclipe foi removido do Youtube após extensas acusações nos comentários e foi recarregado em 2015.
A artista respondeu às acusações de que "me desculpe, não pensei que você se sentiria mal por mim, foi uma honra fazer um cover da música com minha letra".

## Discografia
- A Otro Nivel (2015)
- Trayectoria (2015)
- Clásicos (2015)

## Filmografia

### Cinema
| Ano  | Título                 | Personagem          | Ref.  |
| ---- | ---------------------- | ------------------- | ----- |
| 2012 | El Cartel De Los Macos | Sofía               |       |
| 2012 | Lotoman 2.0            | aparição            |       |
| 2013 | Biodegradable          | Perla               |       |
| 2014 | Lotoman 003            | Agente Nicole       | [ 4 ] |
| 2016 | Dos Policías en Apuros | Lía (Agente do FBI) |       |
| 2019 | Kanibarú               | Lola                |       |

### Televisão
| Ano  | Título                 | Personagem   | Notas       | Ref.  |
| ---- | ---------------------- | ------------ | ----------- | ----- |
| 2023 | La Casa de Los Famosos | Participante | Temporada 3 | [ 5 ] |